# Ancient Wars: Sparta
Ancient Wars: Sparta là game chiến lược thời gian thực lấy bối cảnh thời Hy Lạp cổ đại do hãng World Forge phát triển và Play Ten Interactive phát hành vào ngày 24 tháng 4 năm 2007. Việc phân phối do Eidos Interactive đảm trách.

## Cốt truyện
Cuối thế kỷ VI - đầu thế kỷ V trước Công Nguyên, Ba Tư đã trở thành một đế quốc rộng lớn, kéo dài từ Tây Bắc Ấn Độ, qua Ba Tư, Lưỡng Hà đến Ai Cập và miền ven biển Tiểu Á. Lấy cớ người Athena giúp người Miletus chống lại mình. Năm 480 trước Công nguyên, vua Xerxes Đệ nhất của Đế quốc Ba Tư huy động hơn 2 triệu quân tiến đánh Hy Lạp. Các thành bang Hy Lạp quyết tâm đồng lòng chống lại lực lượng quân đội đông gấp bội của kẻ thù, khi đó, Sparta – thành bang vững mạnh nhất về mặt quân sự, đảm nhiệm trọng trách phòng thủ. Tranh thủ lúc quân Ba Tư phân tán lực lượng, người Ai Cập lúc đó đang là một nước chư hầu dưới quyền cũng nổi dậy để thoát khỏi sự thống trị của Xerxes.

## Cách chơi
Các màn trong game diễn ra theo tuần tự như sau: xây phu, kiếm đủ tài nguyên, xây nhà, xây quân và đi đánh trận. Nếu đặt khả năng trang bị tùy ý cho mỗi đơn vị quân, hay những trận thủy chiến thú vị sang một bên thì gần như các cuộc giao đấu trong Ancient Wars: Sparta thực sự không có điểm nhấn mới mẻ nào. Thực tế, sự đa dạng kể trên nhanh chóng bị che phủ bởi game quá nghèo nàn về mặt chiến thuật. Hầu như không có cách nào khác ngoài việc xây thật nhiều quân rồi kéo đi tấn công đối phương theo kiểu "lấy thịt đè người" cứ đông quân là thắng. Game có cung cấp một số mẫu đội hình, nhưng lại thiếu đi đội hình Phalanx nổi tiếng của người Sparta.

### Phe phái
Trong game, người chơi điều khiển một trong 3 phe: Sparta, Đế chế Ba Tư và Ai Cập. Nếu phe Sparta đi theo chặng đường chinh chiến của vua Leonidas chống ngoại xâm, thì phía Ba Tư là những năm tháng xâm lược của đế quốc Ba Tư. Có tên trong danh sách nhưng phần chơi của phe Ai Cập khá mờ nhạt bởi trong giai đoạn này, Ai Cập còn núp dưới bóng đế quốc Ba Tư với danh nghĩa nước chư hầu. Các nhân vật nổi tiếng trong lịch sử xuất hiện ngay từ đầu, chẳng hạn như Leonidas, vua của thành bang Sparta.
Mỗi phe trong game đều có điểm mạnh, điểm yếu riêng cùng những đơn vị quân đội độc nhất vô nhị và cách vận hành cuộc chiến của họ cũng có đôi chút khác nhau, nhưng về tổng thể thì sức mạnh của họ là tương đương. Ví dụ như Đế quốc Ba Tư nổi danh với đàn voi chiến, Ai Cập sở hữu những cỗ máy bắn tên đặc biệt, và Sparta có bộ binh thiện chiến. Điểm hay là mỗi đơn vị quân có thể trang bị nhiều loại vũ khí khác nhau, có thể sử dụng đúng lúc cần thiết, chẳng hạn như lính cầm xiên có thể rút lao ra phi. Thực tế hơn, các loại máy móc cần phải có người điều khiển thì mới hoạt động, như xe bắn đá cần có lính kéo, cỗ xe ngựa chiến cần có người điều khiển. Một điểm thú vị khác nữa là những cơn gió sẽ làm ảnh hưởng đến sức mạnh của các đơn vị đánh tầm xa. Ngoài ra game còn cung cấp thêm tính năng đặt bẫy trên đường đi để gây thương vong cho đối phương tuy nhiên tính năng này không có hiệu quả với máy mà chỉ áp dụng khi đấu trí với người chơi khác.

### Xây dựng và thu thập
Cách chơi của Ancient Wars: Sparta thể hiện phong cách chiến thuật truyền thống: coi việc điều khiển nông dân, quản lý tài nguyên làm chính. Game cung cấp 3 phe, nhưng về cơ bản lối chơi của các phe này gần như không có sự khác biệt. Các công trình của mỗi phe rất giống nhau, có chăng chỉ thay đổi tên gọi và một chút tính năng khác biệt. Ví dụ tính năng khai thác vàng: người Sparta xây hầm mỏ còn người Ai Cập thì lại ngồi đãi.
Game có tất cả ba nguồn tài nguyên cơ bản là thức ăn, gỗ và vàng. Chúng được sử dụng trong mọi hoạt động của thành bang, từ xây dựng các công trình cho tới nghiên cứu khoa học. Đương nhiên, tài nguyên quý hiếm nhất là vàng. Trên mỗi bản đồ chỉ tồn tại một lượng vàng nhất định, và vàng quyết định mọi thứ. Vì thế, nếu sử dụng không hiệu quả một đơn vị lính hay thua trong một cuộc chiến, việc khôi phục lực lượng là điều không thể nếu người chơi hết vàng. Điều này đồng nghĩa với việc tất cả các nhiệm vụ ở Sparta đều phải được tiến hành từng bước một và không thể hoàn thành trong một khoảng thời gian ngắn. Buộc người chơi phải chờ đợi cho đến khi công nhân khai thác đủ số vàng cần thiết để các nhà khoa học tiến hành các nghiên cứu kỹ thuật cần thiết cho thành bang. Trong thời gian chờ đợi, người chơi có thể xây dựng các công trình phòng thủ như tường thành, cạm bẫy.

### Thủy chiến
Thủy chiến trong Ancient Wars: Sparta phức tạp hơn nhiều so với các game chiến thuật khác, vì người chơi có thể quyết định được thành phần của thủy thủ đoàn. Vẫn theo yếu tố thực ở trên, người chơi có thể trang bị cho các chiến thuyền một lượng quân phù hợp để phát huy hiệu quả khi giao tranh. Binh lính trên thuyền còn có khả năng tung móc kéo thuyền đối phương lại gần để cận chiến. Kẻ chiến thắng sẽ chiếm được thuyền của đối phương. Một điểm khác biệt nữa là người chơi có thể tự thiết kế các đơn vị chiến đấu. Vì thế, thay vì chỉ xây dựng các doanh trại và thành lập những nhóm lính sử dụng giáo, người chơi có thể tạo ra những đơn vị sử dụng những vũ khí mà các nhà khoa học chế tạo ra. Ngoài ra người chơi còn có thể trang bị cho binh lính một vũ khí cơ bản và một vũ khí hỗ trợ, chẳng hạn như khiên tuy nhiên lại ngốn khá nhiều chi phí để xây dựng.

## Đồ họa và âm thanh
Đồ họa 3D của Ancient Wars: Sparta xét về tổng thể trông khá bắt mắt với nhiều hiệu ứng đẹp, vượt hơn hẳn phần âm thanh tẻ nhạt của game, mặc dù trông nó không giống với khung cảnh trong hầu hết game chiến thuật khác. Bạn sẽ nhìn thấy những hình ảnh khá chân thực và sống động, chẳng hạn như những con rắn trườn trên mặt đất, từng đoàn nô lệ hối hả làm việc trên công trường hay những con voi ra sức kéo từng súc gỗ. Những cuộc thủy chiến trông cũng rất tuyệt vời, với bóng của tàu thuyền, binh lính, giáo mác, cung tên được phản chiếu một cách chân thực dưới nước. Giọng nói của vua Leonidas nghe trầm ấm và rất thật. Trong các cuộc giao tranh, người chơi có thể nghe rõ tiếng va chạm giữa hai hoặc ba thanh kiếm, tiếng kêu gào của những người bị thương hoặc chết.

## Chơi mạng
Trò chơi có từ 10 đến 12 nhiệm vụ cho từng chủng quân và sẽ tiêu tốn của game thủ khoảng từ 20 đến 30 giờ chơi một mình. Phần chơi mạng của Ancient Wars: Sparta hỗ trợ cả qua mạng LAN lẫn Internet qua hệ thống trực tuyến của Gamespy. Hiện các nhà phát triển đã hoàn thiện được 10 bản map riêng biệt dành cho những cuộc so tài 8 bên, từ nay cho đến khi hoàn thiện, bộ sưu tập bản đồ sẽ còn được tăng lên rất nhiều. PlayLogic đồng thời cũng sẽ thiết kế riêng một bảng xếp hạng để game thủ có thể tìm thấy những người đồng cân đồng lạng mà thử sức.